# Ute Enzenauer
Ute Enzenauer, née le 1er septembre 1964 à Ludwigshafen-Friesenheim, est une coureuse cycliste allemande.

## Biographie
En 1981, alors âgée de 16 ans elle devient championne du monde de cyclisme sur route à Prague. Elle devance au sprint la Française Jeannie Longo et l'Américaine Connie Carpenter pour devenir ainsi la plus jeune à réussir cette performance dans l'histoire du cyclisme. Pour participer à la course, elle avait bénéficié d'une autorisation spéciale. En fin d'année, elle est élue sportive allemande de l'année 1981 (dans la catégorie des juniors).
En 1984, elle participe aux Jeux olympiques de Los Angeles où elle finit huitième de la course en ligne sur route. Elle pratique également la piste au niveau national. Elle compte deux titres de championne d'Allemagne de poursuite.
En 1987, elle prend sa retraite sportive après avoir terminé notamment troisième du Tour de France féminin en raison d'une trop grande nervosité liée à la compétition de haut niveau.
Après sa carrière, elle suit une formation d'assistante commerciale pharmaceutique. Elle vit à Ludwigshafen où elle travaille au sein de l'hôpital local.

## Palmarès

### Palmarès sur route
- 1981
  -  Championne du monde sur route
- 1982
  - 7e du championnat du monde sur route
- 1984
  - 8e de la course en ligne des Jeux olympiques
- 1985
  - 2e du championnat d'Allemagne sur route
- 1986
  -  Championne d'Allemagne sur route
  - 11e étape de la Coors Classic
  - 4e du championnat du monde sur route
- 1987
  -  Championne d'Allemagne sur route
  - 3e du Tour de France féminin

### Palmarès sur piste
- 1981
  - 3e du championnat d'Allemagne de vitesse
- 1982
  - 2e du championnat d'Allemagne de poursuite
- 1985
  -  Championne d'Allemagne de poursuite
- 1986
  -  Championne d'Allemagne de poursuite